# Nová rada

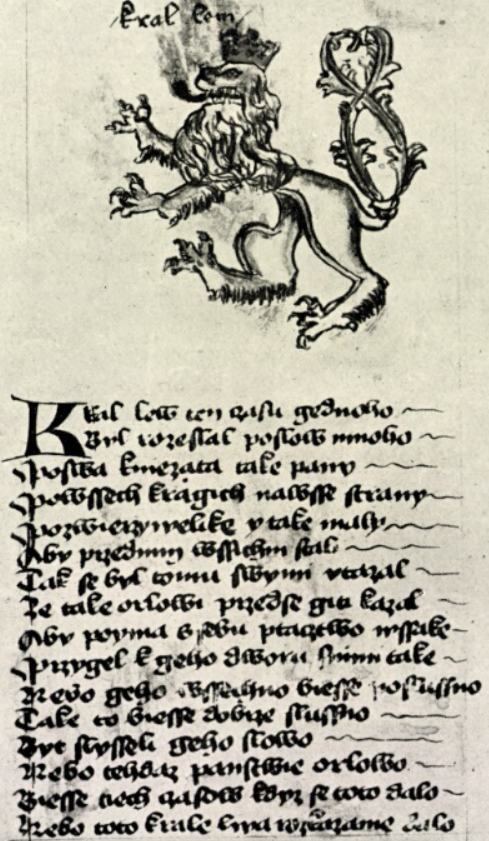
Rukopis Nové rady z 15. století

Nová rada je veršovaná skladba pocházející nejspíše z roku 1394, jejímž autorem je Smil Flaška z Pardubic. Skladba je alegorická; král (pravděpodobně Václav IV.) si při svém nástupu na trůn zve různá zvířata, aby mu radila, jak vládnout. Ta radí podle své přirozené povahy a podle vlastností, které jim lidé připisují: sokol zastupuje spravedlnost, sup umění podělit se, jelen snahu o mír. Skladba chce podat panovníkovi návod, jak správně vládnout a žít. 